# Villa Elisa (Argentyna)
Villa Elisa – miasto w Argentynie, w prowincji Entre Ríos, w departamencie Colón.
Według danych szacunkowych na rok 2010 miejscowość liczyła 10 266 mieszkańców.